# Teramnus buettneri
Teramnus buettneri är en ärtväxtart som först beskrevs av Hermann August Theodor Harms, och fick sitt nu gällande namn av Baker f.. Teramnus buettneri ingår i släktet Teramnus och familjen ärtväxter. Inga underarter finns listade i Catalogue of Life.